# Joseph Wolny
Joseph Wolny (* 19. April 1844 in Polnisch Olbersdorf bei Neustadt O.S.; † 6. Juli 1908 in Zelasno, Landkreis Oppeln) war ein katholischer Geistlicher und Mitglied des Deutschen Reichstags.

## Leben
Wolny besuchte das Gymnasium in Neisse von 1856 bis 1864 und die Universität Breslau zwischen 1864 und 1868. Danach war er Kaplan in Schurgast bis 1884 und von da ab Pfarrer in Zelasno.
Von 1893 bis 1898 war er Mitglied des Deutschen Reichstags für den Wahlkreis Regierungsbezirk Oppeln 2 Oppeln und die Deutsche Zentrumspartei.